# Chiens de Paille
Chiens de Paille sind ein französisches Hip-Hop-Duo.
Die Gruppe wurde im Jahre 1992 von Rapper Sako und dem Produzenten Hal gegründet. Beide Bandmitglieder sind in Cannes beheimatet, haben jedoch italienische Wurzeln. Ihre erste Veröffentlichung war das Lied Maudits soient les yeux fermés (zu deutsch etwa: Mit geschlossenen Augen ist schlecht sehen.), welches sie 1998 auf dem Soundtrack der von Luc Besson produzierten Actionkomödie Taxi platzieren konnten. Ausführender Produzent des Albums war Musiker und Unternehmer Akhenaton, der die Gruppe in der Folge auf seinem Label 361 Records unter Vertrag nahm. 2001 veröffentlichten Chiens de Paille dort ihr Debütalbum Mille et une fantômes (zu deutsch: 1001 Gespenst). Das Album umfasst 14 Titel, die teilweise in Zusammenarbeit mit anderen Künstlern ihrer Plattenfirma entstanden.

## Stil
Die Gruppe ist innerhalb der französischen Hip-Hop Szene nicht eindeutig zu verorten. Stilistisch ist die Einordnung in das Genre des conscious rap am zweckmäßigsten. MC Sako erzählt seine (oftmals tristen) Geschichten dabei mit sonorer Stimme und ruhigem Klang, die von Produzent Hal komponierten Stücke beziehen ihr Gerüst dabei oftmals aus Soul und Funk. Auf jüngeren Veröffentlichungen tritt hierzu eine deutliche Öffnung hin zu aktuellen Strömungen des Genres, wie Synthesizer und elektronischen Drumsounds. Textlich bedient sich die Gruppe einer einfachen und präzisen, jedoch durchaus poetischen Sprache, was sie innerhalb der Szene zu Einzelgängern macht.

## Verschiedenes
- Der Name der Gruppe verweist auf den Filmklassiker Wer Gewalt sät des amerikanischen Regisseurs Sam Peckinpah: Chiens de Paille ist sowohl die wortgetreue Übersetzung als auch der französische Titel des Films, welcher im Original mit Straw Dogs betitelt ist.
- Produzent Sébastien Alfonsi entlehnte seinen Künstlernamen Hal dem Film 2001: Odyssee im Weltraum des amerikanischen Regisseurs Stanley Kubrick.

## Diskografie

### Alben
- 2001: Mille et un fantômes
- 2004: Sincèrement

### Mixtapes
- 2005: Tribute
- 2008: Tribute II

### Singles
- 2001: Un de ces jours
- 2001: Mon carre de bitume
- 2004: Mes yeux d’enfant
- 2005: L’encre de nos plums (mit Oxmo Puccino, Akhenaton & Veust Lyricist)
- 2008: Un cran au dessus

### Gastbeiträge
- 2001 auf dem Benefiz - Sampler Sur un air positif
- 2003 auf dem Album "Faust des Nordwestens" des deutschen Rappers Azad
- 2005 auf dem Mixtape Neochrome 2